# Епархия Гояса
 Епархия Гояса  (лат. Dioecesis Goiasensis) — епархия Римско-Католической церкви с центром в городе Гояс, Бразилия. Епархия Гояса входит в митрополию Гоянии. Кафедральным собором епархии Гояса является церковь святой Анны.

## История
6 декабря 1745 года Римский папа Бенедикт XIV издал бреве «Candor lucis aeternae», которым учредил территориальную прелатуру Гояса, выделив её из архиепархии Рио-де-Жанейро.
15 июля 1826 года территориальная прелатура Гояса была преобразована в епархию буллой «Sollicita Catholici gregis» Римского папы Льва XII.
1 мая 1906 года епархия Гояса вошла в митрополию Марианы.
В следующие годы епархия Гояса передала часть своей территории в пользу возведения новых церковных структур:
- 29 сентября 1907 года — епархии Уберабы;
- 20 декабря 1915 года — епархии Порту-Насиунала;
- 21 июня 1929 года — территориальной прелатуре Жатаи;
- 26 марта 1956 года — епархиям Уруасу, архиепархии Гоянии, территориальной прелатуре Формозы.
- 25 ноября 1961 года — епархии Сан-Луис-ди-Монтис-Белуса;
- 11 октября 1966 года — епархии Рубиатабы (сегодня — Епархия Рубиатаба-Мозарландии).

## Ординарии епархии
- - Sede vacante (1745—1782)
- священник Vicente do Espirito Santo (17.12.1782 — 29.11.1788);
- священник José Nicolau de Azevedo Coutinho Gentil (7.03.1788 — март 1788);
- епископ Vicente Alexandre de Tovar (20.06.1803 — 8.10.1808);
- епископ Antônio Rodrigues de Aguiar (24.06.1810 — 3.10.1818);
- епископ Francisco Ferreira de Azevedo (29.05.1819 — 12.08.1854);
- епископ Domingos Quirino de Souza (4.05.1860 — 12.09.1863);
- епископ Joaquim Gonçalves de Azevedo (25.09.1865 — 19.12.1876) — назначен епископом Сан-Салвадора-да-Баия;
- епископ Antônio Maria Corrêa de Sá e Benevides (18.11.1876 — 25.06.1877) — назначен епископом Марианы;
- епископ Cláudio José Gonçalves Ponce de Leon (13.05.1881 — 26.06.1890) — назначен епископом Порту-Алегри;
- епископ Жоаким Арковерде де Албукерке Кавалканти (26.06.1890 — 26.08.1892);
- епископ Eduardo Duarte e Silva (16.01.1891 — 6.11.1907) — назначен епископом Уберабы;
- епископ Prudencio Gomes da Silva (17.11.1907 — 19.09.1921);
- епископ Emanuel (Manoel) Gomes de Oliveira (27.10.1922 — 12.05.1955);
- епископ Cândido Bento Maria Penso (17.01.1957 — 27.11.1959);
- епископ Abel Ribeiro Camelo (14.05.1960 — 24.11.1966);
- епископ Tomás Balduino (10.11.1967 — 2.12.1998);
- епископ Eugène Lambert Adrian Rixen (2.12.1998 — по настоящее время).

## Источник
- Annuario Pontificio, Ватикан, 2007
- Бреве Candor lucis aeternae, Raffaele de Martinis, Iuris pontificii de propaganda fide. Pars prima, III, Romae 1890, p. 304  (лат.)
- Булла Sollicita Catholici gregis, Bullarii romani continuatio, XVI, Romae 1854, pp. 462—465  (лат.)
- Булла Quae in faciliorem, AAS 25 (1933), p. 145  (лат.)